# Cimicodes manoaria
Cimicodes manoaria är en fjärilsart som beskrevs av Felder 1875. Cimicodes manoaria ingår i släktet Cimicodes och familjen mätare. Inga underarter finns listade i Catalogue of Life.